# Giorgos Andreas Papandreou
Giorgos Andreas Papandreou (în greacă Γιώργος Ανδρέα Παπανδρέου; n. 16 iunie 1952, Saint Paul, Minnesota) este un politician grec. El a fost între anii 1999 - 2004 ministru de externe al Greciei, din ianuarie 2006 a fost ales președintele organizației Internaționala Socialistă. Din februarie 2004 este președintele partidului Panellinio Sosialistiko Kinima (Mișcarea Socialistă Panelenică PASOK) iar în octombrie 2009 este primul ministru al Greciei. Datorită datoriilor mari și situației economice precare din Grecia urmate de măsurilor severe de austeritate ale statului, în anul 2011 au izbucnit proteste masive în Grecia, guvernul Papandreou a intrat într-o stare de criză politică și el a propus în parlament supunerea guvernului său la un vot de încredere și colaborare cu partidele din opoziție.